# Chronologie d'Agde

Blason d'Agde

Cette chronologie d'Agde concerne les principaux événements de l'histoire de la ville française d'Agde, située dans le département de l'Hérault, en région Occitanie. 
Agde fait partie des plus anciennes villes françaises, ayant été fondée en -525 par des Grecs de Marseille, ville elle-même fondée en -600 par des Phocéens, venus d'Asie mineure.

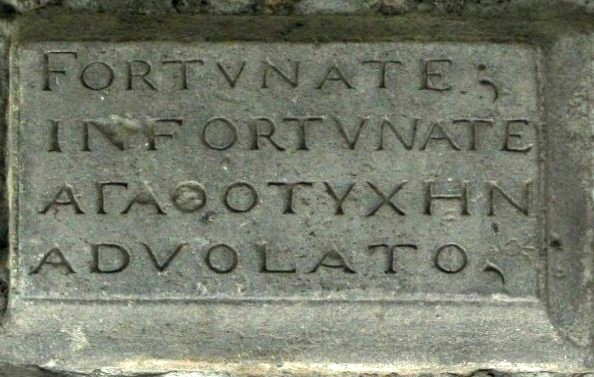
FORTVNATE INFORTVNATE ΑΓΑΘΟΤΥΧHΝ ADVOLATO

## De la fondation à l'époque carolingienne

### Origines
- -525 : fondation d'Agde (à l'origine Agathê Tychê)[1].

### Période de l'Empire romain (-49/476)
- -49 : après la prise de Marseille, alliée à Pompée, par les partisans de Jules César, Agde est rattachée à la province de Gaule narbonnaise.
- 408 : martyre du premier évêque d'Agde, saint Vénuste, par des Alamans.
- 475 : prise de la ville par les Wisigoths du royaume de Toulouse

476 est l'année de la disparition de l'Empire romain d'Occident.

### Haut Moyen Âge
- 506 : concile d'Agde, réuni dans l'église Saint-André.
- 725 : les Sarrasins, commandés par le général Zama, envahissent la Septimanie et prennent Agde.
- 737 : Charles Martel reconquiert Agde, qui est ravagée
- 872 : début de la construction de la cathédrale Saint-Étienne.

## Moyen Âge
- 1173 : le roi de France Louis VII le Jeune fixe les privilèges des évêques d'Agde.
- 1187  (11 juillet) : le vicomte d'Agde, Bernard Aton VI Trencavel cède la vicomté d'Agde à l'évêque Pierre de Raimond.
- 1207 : première mention du consulat d'Agde.
- 1229 : par le Traité de Paris, le comté d'Agde est cédé par le comte de Toulouse au roi de France saint Louis
- 1286 : l'amiral Roger de Lauria, au service du roi d'Aragon, prend Agde d'assaut, fait incendier la ville et exterminer tous les hommes de 15 à 60 ans.
- 1348 : épidémie de peste noire.
- 1396 : le roi Charles VI accorde le monopole du commerce au port rival d'Aigues-Mortes.
- 1400 (23 août) : un arrêt du parlement de Paris accorde à Agde le droit de commercer librement.
- 1453 (8 juillet) : consécration de la cathédrale Saint-Étienne.

## Temps modernes (1492-1789)
- 1504 : épidémie de peste.
- 1562 : prise de la ville par les protestants menés par le baron de Crussol.
- 1563 (19 mars) : la ville est rendue aux catholiques à la suite de l'édit de pacification.
- 1567 (1er octobre) : une nouvelle attaque du baron de Crussols est repoussé par les Agathois.
- 1586 : le vicomte de Joyeuse s'empare de l'îlot de Brescou.
- 1601 : construction de la chapelle de l'Agenouillade par le connétable Henri Ier de Montmorency.
- 1610 : transit par Agde de Morisques expulsés d'Espagne.
- 1629 : le cardinal de Richelieu en visite à Agde décide de construire un grand port maritime au cap d'Agde.
- 1632 : le roi Louis XII ordonne la destruction des fortifications d'Agde et de Brescou, seule la citadelle haute d'Agde est rasée.
- 1634 : début de la construction de la jetée Richelieu au cap d'Agde.
- 1651 : Les États de Languedoc abandonnent la construction de la jetée Richelieu.
- 1652 : construction de la maison consulaire (hôtel de ville).
- 1661 : début de l'exil à Villefranche-de-Rouergue de Louis Fouquet, évêque d'Agde.
- 1661 (28 avril) : écroulement de la flèche du donjon de la cathédrale saint-Étienne.
- 1673 (27 novembre) : mort de Claude Terrisse qui fut corsaire du roi et consul d'Agde.
- 1674 (30 décembre) : acte de création du collège d'Agde.
- 1675 : mise en service du canal des Deux-Mers.
- 1710 (26 juillet) : prise de la ville par les Anglais débarqués à Sète
- 1733 (5 novembre) : attaque  de la ville par des Napolitains.
- 1766 (novembre) : une crue de l'Hérault emporte le pont de bateaux.

## Époque contemporaine (depuis 1789)

### Révolution et Premier Empire (1789-1815)

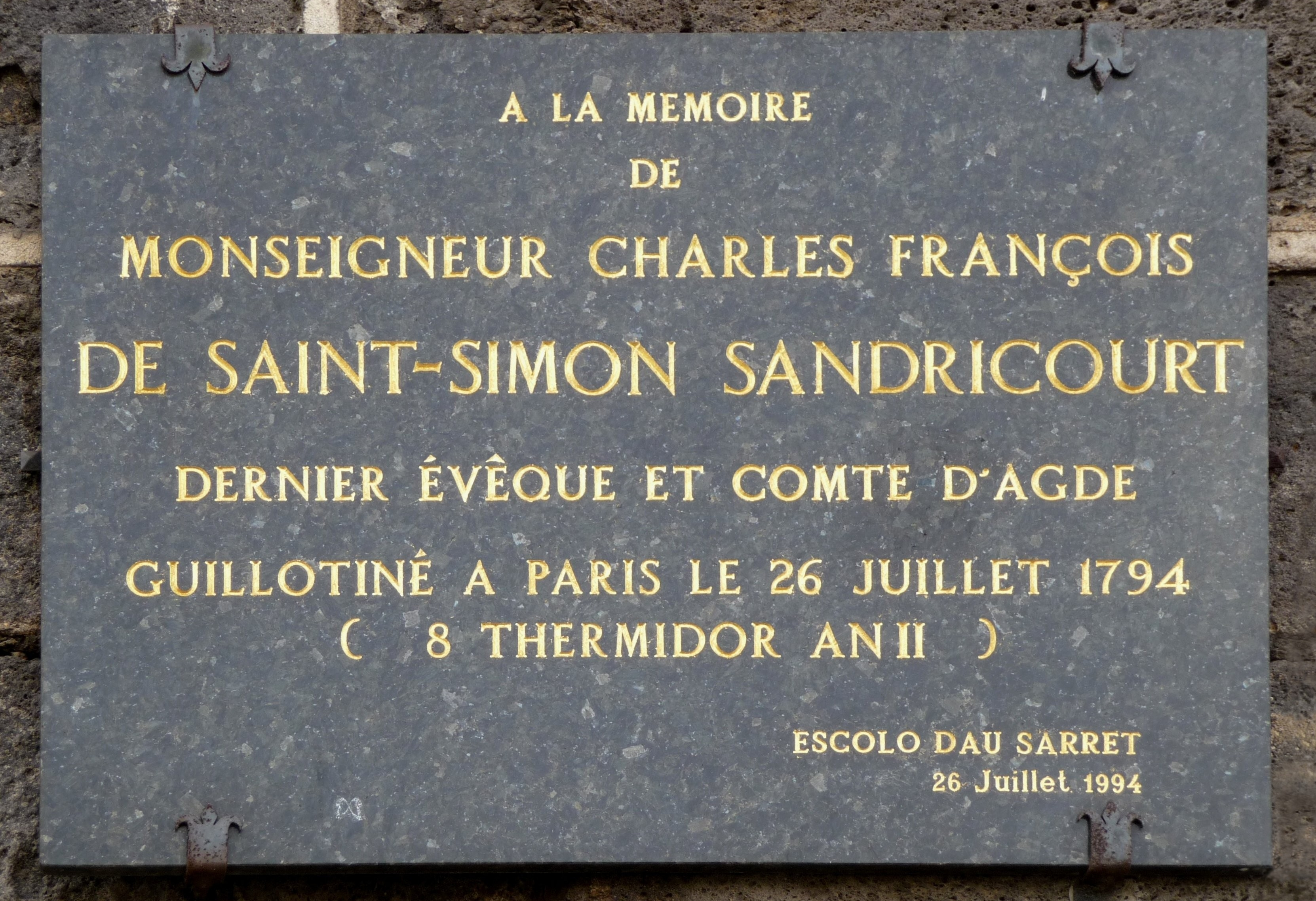
Plaque à la mémoire de Mgr de Saint-Simon Sandricourt

- 1789 (10 mars) : rédaction d'un cahier de doléances à l'occasion des élections pour les états généraux.
- 1789 (19 août) : les consuls refusent de prêter serment à l'évêque. D'Embry-Saladry est élu premier consul.
- 1792 (23 décembre) : Louis-Antoine Le Pelletier des Ravinières est nommé maire d'Agde (Picheire p. 57).
- 1794 (26 juillet) : Charles François-Siméon Vermandois de Saint-Simon, dernier évêque d'Agde, est guillotiné à Paris.

### XIXesiècle
- 1825 (3 octobre) : une crue de l'Hérault emporte le pont de bateaux (Reboul p. 15)
- 1835 : épidémie de choléra.
- 1837 : mise en service du pont suspendu sur l'Hérault.
- 1848 (5 mars) : décision de démolition des remparts.
- 1858 : mise en service de la gare de chemin de fer.
- 1877 : la commune est atteinte par le phylloxéra.
- 1897 : mise en service du chemin de fer d'intérêt local d'Agde à Font Mars (Mèze) (Reboul p. 253).

### XXeetXXIesiècles
- 1907 (20 juin) : mutinerie des soldats du 17e régiment d'infanterie cantonné à Agde.
- 1907 (26 septembre) : importante crue de l'Hérault (considérée comme la crue de référence)
- 1909 (4 septembre) : inauguration de la statue de la République.

#### Première Guerre mondiale et entre-deux-guerres
- 1932 (mars) : fondation de l'Escolo dau sarret (l'école du sarret).
- 1934 : Jean Bédos (paroles) et Barthélémy Rigal (musique) composent la Dagtenco (l'Agathoise), l'hymne d'Agde.
- 1935 (mai) : création du musée agathois.
- 1939 (février) : ouverture du camp d'Agde qui accueille environ 25 000 réfugiés républicains espagnols.

#### Seconde Guerre mondiale
- 1942 (12 novembre) :  occupation de la ville par l'armée allemande.
- 1944 (février) : les Allemands font évacuer une grande partie de la population d'Agde.
- 1944 (15 août) : bombardement allié sur Agde (Reboul, p. 16)
- 1944 (19 août) : départ des soldats allemands.
- 1944 (21 août) : mise en place du comité de Libération.

#### Depuis 1945

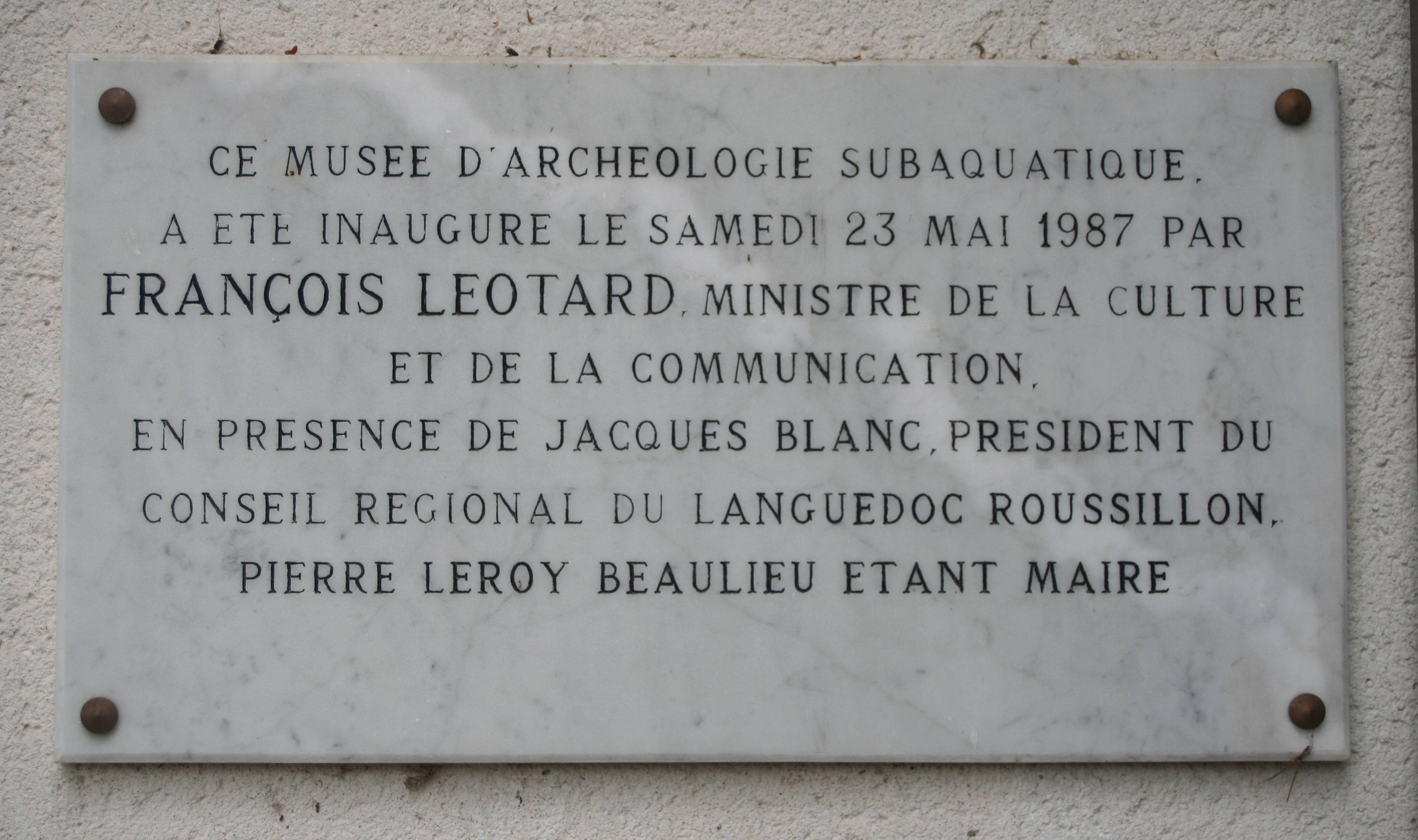
Plaque commémorative de l'inauguration du musée de l'Éphèbe

- 1952 : arrêt de l'exploitation du chemin de fer d'intérêt local d'Agde à Font Mars (Mèze) (Reboul p. 254).
- 1954 : début de la démoustication du littoral.
- 1960 (27 février) : visite du général de Gaulle, président de la république.
- 1961 (1er juillet) : ouverture du camping municipal de la Clape (au Cap d(Agde).
- 1963 (18 juin) : décret du premier ministre créant la mission interministérielle d'aménagement touristique du littoral du Languedoc-Roussillon. Le Cap-d'Agde est l'une des neuf grandes stations touristiques projetées.
- 1963 : Jean Le Couteur est nommé architecte en chef du projet de construction du Cap-d'Agde[2].
- 1964 (juillet) : découverte de l'épave de Rochelongue par André Bouscaras.
- 1964 (13 septembre) : découverte de la statue de l'Éphèbe d'Agde dans le lit de l'Hérault par les plongeurs du groupe de recherches archéologiques subaquatiques et de plongée d’Agde (GRASPA).
- 1967 : la SEBLI reçoit la concession d'aménagement de la station touristique du Cap-d'Agde.
- 1969 (20 mai) : mise en service du nouveau pont en béton armé sur l'Hérault.
- 1969 (22 juin) : la commune est déclarée « station touristique ».
- 1970 : mise en service du port Saint-Martin, premier lot du Cap-d'Agde.
- 1983 : classement de la zone humide des étangs du Bagnas comme réserve naturelle nationale.
- 1983 : inauguration du parc aquatique Aqualand, premier du genre en Europe.
- 1987 (11 mai) : inauguration de la nouvelle mairie installée dans l'ancienne caserne Mirabel.
- 1987 (23 mai) : inauguration du musée de l'Éphèbe par François Léotard, ministre de la culture et de la communication.
- 1990 : inauguration du mail de Rochelongue au Cap-d'Agde.
- 1993 (16 juin) : François Mitterrand inaugure les 12e Jeux méditerranéens au Cap-d'Agde
- 1997 (16 au 19 décembre) : forte inondation provoquée par une nouvelle crue de l'Hérault.
- 1998 (avril) : création de la communauté de communes des pays d’Agde regroupant sept communes (Agde, Castelnau-de-Guers, Pinet, Pomerols, Portiragnes, Saint-Thibéry et Vias).
- 1999-2000 (10 septembre 1999 au 8 janvier 2000) : l'exposition « Égypte, Vision d'Éternité » au musée de l'Éphèbe attire 200 000 visiteurs.
- 2000 (21 juin) : inauguration de la « Maison des Savoirs »[3].
- 2002 (mars) : proposition du site d'intérêt communautaire des « Posidonies du Cap-d'Agde » (réseau Natura 2000).

- 2002 (17 décembre) : création de la communauté d'agglomération Hérault Méditerranée[4]